# Festival Internacional de Cine de Berlín de 1966
La 16ª edición del Festival de Cine de Berlín se llevó a cabo desde el 24 de junio al 5 de julio de 1966 con el Zoo Palast como sede principal. El Oso de Oro fue otorgado a la cinta británica Callejón sin salida de Roman Polanski.

## Jurado
Las siguientes personas fueron escogidas para el jurado de esta edición:
Jurado oficial
- Pierre Braunberger, productor (Francia) - Presidente
- Franz Seitz, director, guionista y productor (RFA)
- Emilio Villalba Welsh, escritor (Argentina)
- Khwaja Ahmad Abbas, director, guionista, periodista y escritor (India)
- Pier Paolo Pasolini,  cineasta (Italia)
- Lars Forssell, poeta y periodista (Suecia)
- Hollis Alpert, escritor y crítico (EE. UU.)
- Helmuth de Haas, periodista y escritor (RFA)
- Kurt Heinz, compositor (RFA)

## Películas en competición
La siguiente lista presenta a las películas que compiten por Oso de Oro:
| Título en español              | Título original              | Director(es)             | País        |
| ------------------------------ | ---------------------------- | ------------------------ | ----------- |
| Callejón sin salida            | Cul-de-sac                   | Roman Polanski           | Reino Unido |
| Der Weibsteufel                | Der Weibsteufel              | Georg Tressler           | Austria     |
| La soltera retozona            | Georgy Girl                  | Silvio Narizzano         | Reino Unido |
| Jakten                         | Jakten                       | Yngve Gamlin             | Suecia      |
| Knud                           | Knud                         | Jørgen Roos              | Dinamarca   |
| La caza                        | La caza                      | Carlos Saura             | España      |
| Las estaciones de nuestro amor | Le stagioni del nostro amore | Florestano Vancini       | Italia      |
| Les coeurs verts               | Les coeurs verts             | Édouard Luntz            | Francia     |
| Todo por amor                  | Lord Love a Duck             | George Axelrod           | EE. UU.     |
| Masculino, femenino            | Masculin, féminin            | Jean-Luc Godard          | Francia     |
| Nayak                          | Nayak                        | Satyajit Ray             | India       |
| O fovos                        | O fovos                      | Kostas Manoussakis       | Grecia      |
| O Padre e a Moça               | O Padre e a Moça             | Joaquim Pedro de Andrade | Brasil      |
| La veda del zorro              | Schonzeit für Füchse         | Peter Schamoni           | RFA         |
| El grupo                       | The Group                    | Sidney Lumet             | EE. UU.     |
| Una cuestión de honor          | Una questione d'onore        | Luigi Zampa              | Italia      |
| High Steel                     | High Steel                   | Don Owen                 | Canadá      |
| Rosalie                        | Rosalie                      | Walerian Borowczyk       | Francia     |

## Palmarés
Los siguientes premios fueron entregados por el jurado profesional:
- Oso de Oroː Callejón sin salida de Roman Polanski
- Oso de Plataː  Carlos Saura por La caza
- Oso de Plata a la mejor actriz:  Lola Albright por Todo por amor
- Oso de Plata al mejor actor: Jean-Pierre Léaud por Masculino, femenino
- Oso de Plata. Premio extraordinario del jurado:
  - Jakten de Yngve Gamlin
  - La veda del zorro de Peter Schamoni
- Mención especial: Nayak de Satyajit Ray
- Premio a la juventud (Jugendfilmpreis):
- Mejor cortometraje adecuado para jóvenes: High Steel de Don Owen
- Mejor largometraje adecuado para jóvenes: Masculino, femenino de Jean-Luc Godard
- Premio FIPRESCIː Las estaciones de nuestro amor de  Florestano Vancini
- Premio FIPRESCI Mención honoríficaː Max Ophüls
- Premio Interfilm 
  - Las estaciones de nuestro amor de Florestano Vancini
- Premio Interfilm  – Mención especial
  - Masculino, femenino de Jean-Luc Godard
- Premio OCICː La soltera retozona de Silvio Narizzano
- Premio UNICRITːNayak de Satyajit Ray